# Kurt Heinig

Kurt Heinig

Kurt Heinig (* 19. Januar 1886 in Leipzig; † 21. Mai 1956 in Stockholm) war ein deutscher Politiker (SPD), Schriftsteller und Journalist.

## Leben
Heinig besuchte die Volksschule und wurde Lithografengehilfe. Er fand jedoch früh zur sozialistischen Arbeiterbewegung und erarbeitete sich autodidaktisch Bildung und Wissen insbesondere zur Ökonomie. Ab 1906 begann er zu publizieren, auch zu anspruchsvollen wirtschaftlichen Themen auf akademischem Niveau. Sein 1912 in der wissenschaftlichen SPD-Zeitschrift Die Neue Zeit veröffentlichter Aufsatz „Der Weg des Elektrotrusts“ wurde vom russischen Revolutionär Wladimir I. Lenin in seiner in Zürich verfassten Theorieschrift Der Imperialismus als höchstes Stadium des Kapitalismus (1917) einschließlich Heinigs Statistiken zitiert.
Im Ersten Weltkrieg wurde Heinig Armierungssoldat. In der Novemberrevolution 1918 wurde Heinig in einen Soldatenrat gewählt. Infolge der Revolution erhielt Heinig im preußischen Finanzministerium eine Stelle, die er von 1918 bis 1920 bekleidete. Dort hatte er sich auf dem Verhandlungsweg mit der Hohenzollernfamilie, repräsentiert durch das Hausministerium, über die Trennung des Haus- vom Staatsvermögen auseinanderzusetzen. Der 1921 zustande gekommene Vergleich ging 1926 ins Gesetzeswerk der Fürstenabfindung ein.
Von 1921 bis 1922 war er in Berlin Redakteur der SPD-Tageszeitung Vorwärts. Ab 1923 leitete er die wirtschaftspolitische Abteilung einer Gewerkschaft, des Deutschen Werkmeister-Verbandes
Mitte der 20er Jahre reiste er durch die USA und schrieb über seine Erfahrungen im Vorwärts und in der Weltbühne. Er vertrat die Ansicht, Deutschland könne sich durch technischen Fortschritt und Schaffung eines größeren Binnenmarkts modernisieren. Er fügte aber hinzu, dass Deutschland sich nicht völlig an Amerika orientieren könne, weil die Länder durchaus verschiedene Hintergründe hätten.
Kurt Heinig war von 1927 bis 1933 Mitglied der SPD-Fraktion im Deutschen Reichstag für den Wahlkreis Potsdam II. und galt als Finanzexperte der Partei. Als Mitglied des Haushaltsausschusses war er an der Aufklärung des Osthilfeskandals beteiligt.
Nach der Machtergreifung Hitlers entzog sich Heinig der unmittelbar bevorstehenden Verhaftung am 16. Juni 1933 durch eine Flucht nach Dänemark. Während des Zweiten Weltkriegs war er Mitglied der SoPaDe und entkam nach dem deutschen Einmarsch 1940 nach Schweden, wo er als Mitarbeiter bei verschiedenen schwedischen Zeitungen tätig wurde. Heinig wurde 1941 ausgebürgert. Im Jahr 1945 gründete er die „Deutsche Vereinigung von 1945“ in Stockholm, eine Organisation, die sich um ein besseres deutsch-schwedisches Verhältnis bemühte, und übernahm gleichzeitig deren Vorsitz. 1955 erhielt er die Ehrendoktorwürde der Universität Stockholm.
Kurt Heinig war mit Cäcilie Heinig geb. Oswald (1882–1951) verheiratet. Sie wurde wegen ihrer jüdischen Abstammung von den Nationalsozialisten verfolgt. Im schwedischen Exil übersetzte sie Astrid Lindgrens Buch Pippi Langstrumpf in die deutsche Sprache. Das Paar bekam drei Kinder: John (Hans, 1913), Peter und Marianne Luise (1922). 
Kurt Heinig starb am 21. Mai 1956 in Stockholm.

## Werke
- Hohenzollern. Wilhelm II. und sein Haus. Der Kampf um den Kronbesitz. Verlag für Sozialwissenschaft, Berlin 1921
- Die Finanzskandale des Kaiserreichs. Verlag für Sozialwissenschaft, Berlin 1925.
- Fürstenabfindung? Ein Lesebuch zum Volksentscheid. Neue Bearbeitung. Verlagsgesellschaft des Allgemeinen Deutschen Gewerkschaftsbundes, Berlin 1926.
- Nationalökonomie des Alltags. Union-Verlag, Hamburg, 1948.
- Der schwedische Mittelweg. Soziale Sicherheit. Hammonia, Hamburg 1949.
- Das Budget. Bd. 1. Die Budgetkontrolle. Mohr, Tübingen, 1949.
- Das Budget. Bd. 2. Das Budgetwesen. Mohr, Tübingen, 1951.
- Das Budget. Bd. 3. Inhalts-, Sach- und Namensverzeichnis. Mohr, Tübingen, 1951.
- Einführung zur Geschichte der Volkswirtschaft. Dietz, Hannover 1954.
- Wenn die Soldaten... Was Kriege kosten. Nest-Verlag, Frankfurt 1957.